# Colombia (Cuba)
Pour les articles homonymes, voir Colombia.
Colombia est une ville et une municipalité de Cuba dans la province de Las Tunas.

## Géographie

### Situation
Colombia est dans le sud-est de l'île de Cuba, dans le sud-ouest de la province de Las Tunas, et sur la rive nord du golfe de Guacanayabo dont elle est distante d'un peu moins de 50 km. Par route elle se trouve à 
623 km au sud-est de La Havane, 
57 km ouest de Las Tunas sa capitale de province, 
et 268 km au nord-ouest de Santiago de Cuba, la principale ville du sud de l'île.
La ville est arrosée par le fleuve Tana, qui se déverse dans le golfe de Guacanayabo sur la municipalité.

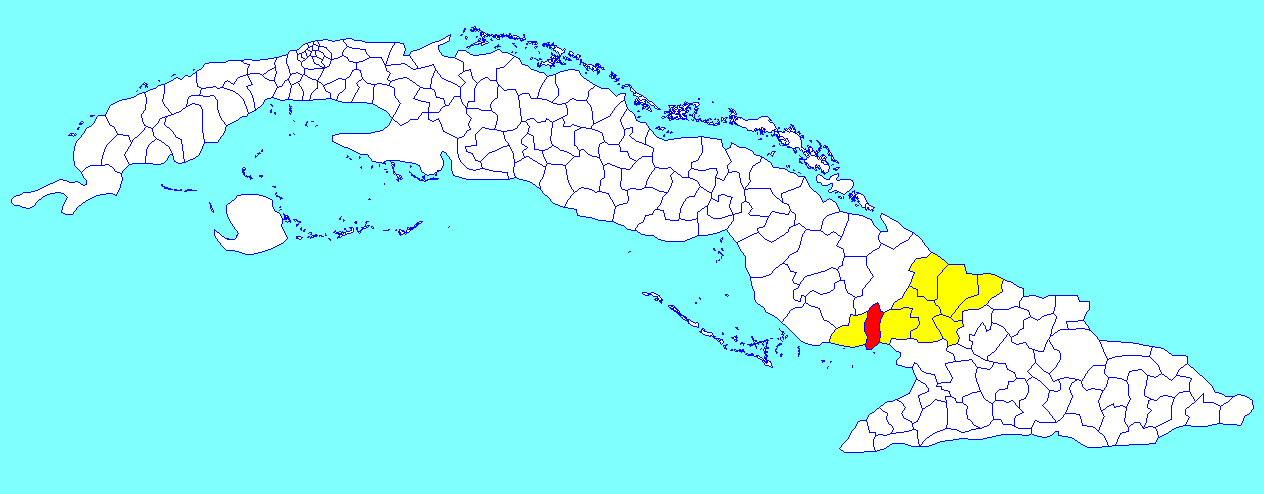
Municipalité de Colombia dans la province de Las Tunas

### Divisions administratives
Colombia a quatre consejos populares :
- Anacaona
- Progreso
- San José
- Triángulo

## Population
En 2022 la population de la municipalité est estimée à 31 482 habitants. Pour une surface de 560 km2, la densité est de 56,22 habitants/km².